# Marçal Avelino Ximenes

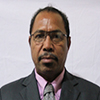
Marçal Avelino Ximenes

Marçal Avelino Ximenes ist ein osttimoresischer Hochschullehrer, Politiker und Diplomat.

## Werdegang
Ximenes studierte an der Technischen Universität Lissabon und von 1986 bis 1991 an der Gadjah-Mada-Universität. Im unabhängigen Osttimor unterrichtete er an der Fakultät für Landwirtschaft der Universidade Nasionál Timór Lorosa'e (UNTL). Daneben verfasste er mehrere Veröffentlichungen zum Thema Landwirtschaft.
Bei den Parlamentswahlen in Osttimor 2012 trat Ximenes auf Platz 38 der Wahlliste des CNRT an, zog aber nicht in das Parlament ein. Dafür wurde er in das Kabinett Osttimors berufen und am 8. August 2012 als Vizeminister für Hochschulen und Wissenschaft vereidigt. Mit der Regierungsumbildung am 16. Februar 2015 schied er aus der Regierung wieder aus.
Am 15. Dezember 2016 wurde Ximenes zum osttimoresischen Botschafter in Brunei ernannt. Das Amt hatte er bis 2020 inne.